# Meesterklasse bridge
De Meesterklasse viertallen is in bridge de belangrijkste viertallencompetitie van Nederland. De competitie wordt georganiseerd door de Nederlandse Bridge Bond.

## Opzet van de competitie
De competitie bestaat uit twaalf teams. De winnaar is kampioen van Nederland; er degraderen drie teams naar de Eerste Divisie.
Het is mogelijk dat één vereniging meerdere teams afvaardigt; bridgecompetities kennen geen specifieke structuur voor standaardteams. In dat geval worden deze teams onderscheiden door een nummer achter de clubnaam.
In een viertallenteam spelen per wedstrijd telkens twee paren tegelijk; het is echter niet ongebruikelijk dat in een team drie paren opgesteld staan die alternerend spelen.

## Deelnemers en uitslagen

### 2023/2024
De volgende twaalf teams nemen deel aan de meesterklassecompetitie 2023/2024 .
Het veld wordt na een dubbele round-robin (18 ronden) gesplitst. De teams op de posities 1 t/m 4 plaatsen zich voor de play-offs voor het kampioenschap, terwijl de teams op de posities 10 t/m 12 degraderen.
| Team            | Plaats    | Opstelling                                                                                            |
| --------------- | --------- | --- |
| BC ’t Onstein 1 | Vorden    | Tim Verbeek, Berend van den Bos, Joris van Lankveld, Danny Molenaar, Bauke Muller, Simon de Wijs      |
| BC ’t Onstein 2 | Vorden    | Bob Drijver, Guy Mendes de Leon, Ricco van Prooijen, Thibo Sprinkhuizen                               |
| BC ’t Onstein 3 | Vorden    | Veri Kiljan, Peter IJsselmuiden, Bart Nab, Oscar Nijssen, Tim van de Paverd, Geon Steenbakkers,       |
| BC de Lombard 1 | Rotterdam | Bas Drijver, Sjoert Brink, Jacek Kalita, Michał Nowosadzki, Fernando Piedra, Pierre Zimmermann        |
| BC de Lombard 2 | Rotterdam | Yke Smit, Gerbrand Hop, Jan Jansma, Rob Lindeman, Rens Philipsen, Dennis Stuurman                     |
| BC de Lombard 3 | Rotterdam | Erwin Barendregt, Dennis Dewit, Michel Schols, Emile Schols, Dan Ungureanu, Emiel Vandewiele          |
| BC de Lombard 4 | Rotterdam | Michel Jialal, Ronald Brantsma, Gijs van Rijt, Eric van Valen, Jamilla Westerbeek, Jasper Williams    |
| BC Oog in Al    | Utrecht   | Dennis Kruis, Rob van den Bergh, Wubbo de Boer, Agnes Snellers, Emily Westerbeek, Huub van der Wouden |
| BC Star         | Utrecht   | Henk Willemsens, Martin Bootsma, Youp Caris, Pim Dupont, Aris Verburgh, Kees Jan Willemsens           |
| HOK 1           | Amsterdam | Meike Wortel, Sabine Auken, Pim Coppens, Merijn Groenenboom, Jacco Hop, Roy Welland                   |
| HOK 2           | Amsterdam | Ton Bakkeren, Frank Bakkeren, Tom van Overbeeke, Vincent Ramondt, Ernst Wackwitz, Berry Westra        |
| HOK 3           | Amsterdam | John Lesmeister, Kees Bakker, Huub Bertens, Aarnout Helmich, Gert-Jan Paulissen, Gert-Jan Ros         |

### 2022/2023
De volgende twaalf teams namen deel aan de meesterklassecompetitie 2022/2023 . BC ’t Onstein 1 (Berend van den Bos, Joris van Lankveld, Danny Molenaar, Tim Verbeek) won in de finale van BC de Lombard 1 met 263-109.
| Team             | Plaats    | Uitslag                                                  |
| ---------------- | --------- | -------------------------------------------------------- |
| BC ’t Onstein 1  | Vorden    | 1e in de round-robin; kampioen na play-offs              |
| BC de Lombard 1  | Rotterdam | 3e in de round-robin; verliezend finalist play-offs      |
| BC ’t Onstein 2  | Vorden    | 2e in de round-robin; verliezend halvefinalist play-offs |
| BC ’t Onstein 3  | Vorden    | 4e in de round-robin; verliezend halvefinalist play-offs |
| Het Witte Huis 2 | Amsterdam | 5e                                                       |
| Het Witte Huis 1 | Amsterdam | 6e                                                       |
| BC Oog in Al     | Utrecht   | 7e                                                       |
| BC de Lombard 2  | Rotterdam | 8e                                                       |
| BC Star          | Utrecht   | 9e                                                       |
| BC ’t Onstein 4  | Vorden    | 10e; gedegradeerd                                        |
| BC Theseus       | Tilburg   | 11e; gedegradeerd                                        |
| BB Nijmegen      | Nijmegen  | 12e; gedegradeerd                                        |

Gepromoveerd naar de meesterklasse: BC de Lombard 5, BC de Lombard 4, HOK.

### 2021/2022
De volgende tien teams namen deel aan de meesterklassecompetitie 2021/2022 . BC ’t Onstein 2 (Berend van den Bos, Joris van Lankveld, Danny Molenaar, Tim Verbeek) won in de finale van BC ’t Onstein 3 met 128-96.
| Team            | Plaats    | Uitslag                                                  |
| --------------- | --------- | -------------------------------------------------------- |
| BC ’t Onstein 2 | Vorden    | 1e in de round-robin; kampioen na play-offs              |
| BC ’t Onstein 3 | Vorden    | 3e in de round-robin; verliezend finalist play-offs      |
| BC ’t Onstein 1 | Vorden    | 2e in de round-robin; verliezend halvefinalist play-offs |
| BC Theseus      | Tilburg   | 4e in de round-robin; verliezend halvefinalist play-offs |
| BB Nijmegen     | Nijmegen  | 5e in de round-robin; 1e in de degradatiepoule           |
| BC ’t Onstein 4 | Vorden    | 8e in de round-robin; 2e in de degradatiepoule           |
| Het Witte Huis  | Amsterdam | 6e in de round-robin; 3e in de degradatiepoule           |
| BC Oog in Al    | Utrecht   | 7e in de round-robin; 4e in de degradatiepoule           |
| HOK             | Amsterdam | 9e in de round-robin; gedegradeerd na degradatiepoule    |
| Vallon Bridge   | Den Haag  | 10e in de round-robin; gedegradeerd na degradatiepoule   |

Gepromoveerd naar de meesterklasse: Het Witte Huis 2, BC de Lombard, BC Star.

### 2020/2021
In 2020/2021 werd de competitie niet gespeeld in verband met de COVID-19-pandemie.

### 2019/2020
De volgende tien teams namen deel aan de meesterklassecompetitie 2019/2020 . De finale tussen BC ’t Onstein 1 en BC ’t Onstein 2 eindigde in een gelijkspel (152-152), waarna BC ’t Onstein 1 (Bauke Muller, Ricco van Prooijen, Louk Verhees, Simon de Wijs) winnaar werd op grond van een hogere klassering in de reguliere competitie.
| Team             | Plaats    | Uitslag                                                                                  |
| ---------------- | --------- | ---------------------------------------------------------------------------------------- |
| BC ’t Onstein 1  | Vorden    | 1e in de round-robin; kampioen na play-offs                                              |
| BC ’t Onstein 2  | Vorden    | 4e in de round-robin; verliezend finalist play-offs                                      |
| Het Witte Huis 1 | Amsterdam | 2e in de round-robin; verliezend halvefinalist play-offs                                 |
| BC Theseus       | Tilburg   | 3e in de round-robin; verliezend halvefinalist play-offs                                 |
| BC ’t Onstein 3  | Vorden    | 6e in de round-robin; 1e in de degradatiepoule                                           |
| BC Oog in Al     | Utrecht   | 7e in de round-robin; 2e in de degradatiepoule                                           |
| BB Nijmegen      | Nijmegen  | 8e in de round-robin; 3e in de degradatiepoule                                           |
| BC de Lombard    | Rotterdam | 5e in de round-robin; 4e in de degradatiepoule; gedegradeerd na beslissingswedstrijd P/D |
| Het Witte Huis 2 | Amsterdam | 9e in de round-robin; gedegradeerd na degradatiepoule                                    |
| BC 70            | Eindhoven | 10e in de round-robin; gedegradeerd na degradatiepoule                                   |

Gepromoveerd naar de meesterklasse: BC ’t Onstein 4, HOK, Vallon Bridge (na beslissingswedstrijd P/D).

### 2018/2019
De volgende tien teams namen deel aan de meesterklassecompetitie 2018/2019 . Het Witte Huis 1 (Sjoert Brink, Bas Drijver, Vincent Ramondt, Berry Westra) won in de finale van BC ’t Onstein 1 met 130-123.
| Team             | Plaats    | Uitslag                                                                                 |
| ---------------- | --------- | --------------------------------------------------------------------------------------- |
| Het Witte Huis 1 | Amsterdam | 4e in de round-robin; kampioen na play-offs                                             |
| BC ’t Onstein 1  | Vorden    | 1e in de round-robin; verliezend finalist play-offs                                     |
| Het Witte Huis 2 | Amsterdam | 2e in de round-robin; verliezend halvefinalist play-offs                                |
| BC ’t Onstein 2  | Vorden    | 3e in de round-robin; verliezend halvefinalist play-offs                                |
| BC Theseus       | Tilburg   | 5e in de round-robin; 1e in de degradatiepoule                                          |
| BC ’t Onstein 4  | Vorden    | 7e in de round-robin; 2e in de degradatiepoule                                          |
| BC de Lombard    | Rotterdam | 8e in de round-robin; 3e in de degradatiepoule                                          |
| BC Oog in Al     | Utrecht   | 6e in de round-robin; 4e in de degradatiepoule; gehandhaafd na beslissingswedstrijd P/D |
| BC ’t Onstein 3  | Vorden    | 9e in de round-robin; gedegradeerd na degradatiepoule                                   |
| Het Witte Huis 3 | Amsterdam | 10e in de round-robin; gedegradeerd na degradatiepoule                                  |

Gepromoveerd naar de meesterklasse: BC 70, BB Nijmegen.

### 2017/2018
De volgende tien teams namen deel aan de meesterklassecompetitie 2017/2018 . BC ’t Onstein 1 (Bauke Muller, Ricco van Prooijen, Louk Verhees, Simon de Wijs) won in de finale van Het Witte Huis 1 met 171-143.
| Team             | Plaats    | Uitslag                                                                                  |
| ---------------- | --------- | ---------------------------------------------------------------------------------------- |
| BC ’t Onstein 1  | Vorden    | 2e in de round-robin; kampioen na play-offs                                              |
| Het Witte Huis 1 | Amsterdam | 3e in de round-robin; verliezend finalist play-offs                                      |
| BC ’t Onstein 2  | Vorden    | 1e in de round-robin; verliezend halvefinalist play-offs                                 |
| Het Witte Huis 2 | Amsterdam | 4e in de round-robin; verliezend halvefinalist play-offs                                 |
| BC ’t Onstein 3  | Vorden    | 5e in de round-robin; 1e in de degradatiepoule                                           |
| BC de Lombard    | Rotterdam | 6e in de round-robin; 2e in de degradatiepoule                                           |
| BC ’t Onstein 4  | Vorden    | 7e in de round-robin; 3e in de degradatiepoule                                           |
| Hok              | Amsterdam | 8e in de round-robin; 4e in de degradatiepoule; gedegradeerd na beslissingswedstrijd P/D |
| BC 70            | Eindhoven | 9e in de round-robin; gedegradeerd na degradatiepoule                                    |
| BC het Buitenhof | Den Haag  | 10e in de round-robin; gedegradeerd na degradatiepoule                                   |

Gepromoveerd naar de meesterklasse: BC Oog in Al, Het Witte Huis 3, Theseus (na beslissingswedstrijd P/D).

### 2016/2017
De volgende tien teams namen deel aan de meesterklassecompetitie 2016/2017 . BC ’t Onstein 3 (Danny Molenaar, Richard Ritmeijer, Geon Steenbakkers, Magdaléna Tichá, Tim Verbeek, Peter IJsselmuiden) won in de finale van Het Witte Huis 1 met 133-118.
| Team             | Plaats    | Uitslag                                                                                  |
| ---------------- | --------- | ---------------------------------------------------------------------------------------- |
| BC ’t Onstein 3  | Vorden    | 2e in de round-robin; kampioen na play-offs                                              |
| Het Witte Huis 1 | Amsterdam | 1e in de round-robin; verliezend finalist play-offs                                      |
| BC ’t Onstein 1  | Vorden    | 3e in de round-robin; verliezend halvefinalist play-offs                                 |
| BC ’t Onstein 2  | Vorden    | 4e in de round-robin; verliezend halvefinalist play-offs                                 |
| Hok              | Amsterdam | 5e in de round-robin; 1e in de degradatiepoule                                           |
| BC de Lombard    | Rotterdam | 6e in de round-robin; 2e in de degradatiepoule                                           |
| Het Witte Huis 2 | Amsterdam | 7e in de round-robin; 3e in de degradatiepoule                                           |
| Amsterdamse BC   | Amsterdam | 9e in de round-robin; 4e in de degradatiepoule; gedegradeerd na beslissingswedstrijd P/D |
| BC Star          | Utrecht   | 10e in de round-robin; gedegradeerd na degradatiepoule                                   |
| BC Oog in Al     | Utrecht   | 8e in de round-robin; gedegradeerd na degradatiepoule                                    |

Gepromoveerd naar de meesterklasse: BC Het Buitenhof, BC 70; BC ’t Onstein 4 (na beslissingswedstrijd P/D).

### 2015/2016
De volgende twaalf teams namen deel aan de meesterklassecompetitie 2015/2016 , waarin een versterkte degradatie toegepast werd om de Meesterklasse tot tien teams terug te brengen. BC 't Onstein 1 (Bauke Muller, Ricco van Prooijen, Louk Verhees, Simon de Wijs) won in de finale van Het Witte Huis 1 met 184-162.
| Team                | Plaats     | Uitslag                                                  |
| ------------------- | ---------- | -------------------------------------------------------- |
| BC ’t Onstein 1     | Vorden     | 3e in de round-robin; kampioen na play-offs              |
| Het Witte Huis 1    | Amsterdam  | 2e in de round-robin; verliezend finalist play-offs      |
| BC ’t Onstein 2     | Vorden     | 1e in de round-robin; verliezend halvefinalist play-offs |
| Het Witte Huis 2    | Amsterdam  | 6e in de round-robin; verliezend halvefinalist play-offs |
| Hok                 | Amsterdam  | 4e in de round-robin; verliezend kwartfinalist play-offs |
| Amsterdamse BC      | Amsterdam  | 5e in de round-robin; verliezend kwartfinalist play-offs |
| BC ’t Onstein 3     | Vorden     | 8e in de round-robin; 1e in de degradatiepoule           |
| BC de Lombard       | Rotterdam  | 7e in de round-robin; 2e in de degradatiepoule           |
| BC Crash            | Leiden     | 11e in de round-robin; gedegradeerd na degradatiepoule 2 |
| BC De Zeerob        | Groningen  | 9e in de round-robin; gedegradeerd na degradatiepoule 2  |
| BC de Vriendenkring | Amersfoort | 12e in de round-robin; gedegradeerd na degradatiepoule 1 |
| BC 70               | Eindhoven  | 10e in de round-robin; gedegradeerd na degradatiepoule 1 |

Gepromoveerd naar de meesterklasse: BC Oog in Al, BC Star.

### 2014/2015
De volgende twaalf teams namen deel aan de meesterklassecompetitie 2014/2015 . BC Oog in Al trok zich voor aanvang van de competitie terug. Daardoor kreeg BC 70 - na een beslissingswedstrijd - alsnog een plaats toegewezen. BC 't Onstein 1 (Bauke Muller, Ricco van Prooijen, Louk Verhees, Simon de Wijs) won in de finale van Het Witte Huis 2 met 161-129.
| Team             | Plaats    | Uitslag                                                  |
| ---------------- | --------- | -------------------------------------------------------- |
| BC ’t Onstein 1  | Vorden    | 1e in de round-robin; kampioen na play-offs              |
| Het Witte Huis 2 | Amsterdam | 3e in de round-robin; verliezend finalist play-offs      |
| BC ’t Onstein 2  | Vorden    | 2e in de round-robin; verliezend halvefinalist play-offs |
| Het Witte Huis 1 | Amsterdam | 6e in de round-robin; verliezend halvefinalist play-offs |
| BC de Lombard    | Rotterdam | 4e in de round-robin; verliezend kwartfinalist play-offs |
| BC Crash         | Leiden    | 5e in de round-robin; verliezend kwartfinalist play-offs |
| BC 70            | Eindhoven | 9e in de round-robin; 1e in de degradatiepoule           |
| BC ’t Onstein 3  | Vorden    | 7e in de round-robin; 2e in de degradatiepoule           |
| Hok 2            | Amsterdam | 10e in de round-robin; winnaar degradatie play-offs      |
| BC W.A.C.        | Tilburg   | 8e in de round-robin; gedegradeerd na play-offs          |
| Hok 1            | Amsterdam | 11e in de round-robin; gedegradeerd na play-offs         |
| BC het Buitenhof | Den Haag  | 12e in de round-robin; gedegradeerd na play-offs         |

Gepromoveerd naar de meesterklasse: Amsterdamse B.C., BC De Zeerob, B.C. de Vriendenkring.

### 2013/2014
De volgende twaalf teams namen deel aan de meesterklassecompetitie 2013/2014 . BC 't Onstein 1 (Simon de Wijs, Bauke Muller, Ricco van Prooijen, Louk Verhees) won in de finale van BC 't Onstein 3 met 237-99.
| Team             | Plaats    | Uitslag                                                   |
| ---------------- | --------- | --------------------------------------------------------- |
| BC ’t Onstein 1  | Vorden    | 1e in de round-robin; kampioen na play-offs               |
| BC ’t Onstein 3  | Vorden    | 3e in de round-robin; verliezend finalist play-offs       |
| Het Witte Huis 2 | Amsterdam | 2e in de round-robin; verliezend halvefinalist play-offs  |
| BC de Lombard 1  | Rotterdam | 4e in de round-robin; verliezend halvefinalist play-offs; |
| BC ’t Onstein 2  | Vorden    | 5e in de round-robin; verliezend kwartfinalist play-offs  |
| Het Witte Huis 1 | Amsterdam | 6e in de round-robin; verliezend kwartfinalist play-offs  |
| BC Crash         | Leiden    | 9e in de round-robin; 1e in de degradatiepoule            |
| Hok              | Amsterdam | 7e in de round-robin; 2e in de degradatiepoule;           |
| BC Oog in Al     | Utrecht   | 12e in de round-robin; winnaar degradatie play-offs       |
| BC 70            | Eindhoven | 8e in de round-robin; gedegradeerd na play-offs           |
| BB Nijmegen      | Nijmegen  | 10e in de round-robin; gedegradeerd na play-offs          |
| BC de Lombard 2  | Rotterdam | 11e in de round-robin; gedegradeerd na play-offs          |

Gepromoveerd naar de meesterklasse: BC WAC, Hok 2, Het Buitenhof.

### Eerdere jaren
| Seizoen   | Kampioen         | Verliezend finalist/ runner-up | Halvefinalisten in play-offs  | Spelers in het kampioensteam                                                                       |
| --------- | ---------------- | ------------------------------ | ----------------------------- | -------------------------------------------------------------------------------------------------- |
| 2012/2013 | 't Onstein 1     | 't Onstein 2                   | Het Witte Huis 1 De Lombard 1 | Sjoert Brink, Bas Drijver, Bauke Muller, Simon de Wijs                                             |
| 2011/2012 | Het Witte Huis 1 | 't Onstein 2                   | 't Onstein 1 De Lombard 1     | Jan Jansma, Gert-Jan Paulissen, Ricco van Prooijen, Louk Verhees                                   |
| 2010/2011 | 't Onstein 1     | 't Onstein 2                   | Het Witte Huis 1 Star         | Sjoert Brink, Bas Drijver, Bauke Muller, Simon de Wijs                                             |
| 2009/2010 | 't Onstein 1     | Het Witte Huis 1               | Het Witte Huis 2 De Lombard   | Ton Bakkeren, Huub Bertens, Sjoert Brink, Bas Drijver                                              |
| 2008/2009 | De Lombard       | 't Onstein                     | Star 2 Hok 1                  | Bauke Muller, Vincent Ramondt, Berry Westra, Simon de Wijs                                         |
| 2007/2008 | Star 1           | Hok 1                          | Crash Modalfa                 | Remco Brüggemann, Jan Jansma, Hans Kelder, Louk Verhees, Henk Willemsens, Marcel Winkel            |
| 2006/2007 | Modalfa          | Star                           | De Lombard 1 't Onstein 1     | Ton Bakkeren, Huub Bertens, Jeroen Bruggeman, Leon Jacobs, Gert-Jan Paulissen, Maarten Schollaardt |
| 2005/2006 | De Lombard 1     | Star                           | De Lombard 2 Modalfa          | Bas Drijver, Bauke Muller, Vincent Ramondt, Maarten Schollaardt, Berry Westra, Simon de Wijs       |
| 2004/2005 | Modalfa          | De Lombard                     | VIVA Star                     | Ton Bakkeren, Huub Bertens, Sjoert Brink, Bart Nab, Gert-Jan Paulissen, Ricco van Prooijen         |
| 2003/2004 | Modalfa          | Crash                          | 't Onstein 2 Star             | Ton Bakkeren, Huub Bertens, Bart Nab, Gert-Jan Paulissen                                           |
| 2002/2003 | De Lombard       | Pegasus                        | Crash 't Onstein              | Bas Drijver, Willem van Eijck, Bauke Muller, Maarten Schollaardt, Berry Westra, Simon de Wijs      |
| 2001/2002 | Modalfa          | De Lombard                     | Pegasus Hok TS                | Ton Bakkeren, Huub Bertens, Jan van Cleeff, Bart Nab, Gert-Jan Paulissen, Jean-Paul Vis            |
| 2000/2001 | 't Onstein       | Modalfa                        | De Lombard Crash 1            | Jan Jansma, Anton Maas, Vincent Ramondt, Louk Verhees                                              |
| 1999/2000 | Crash            | Hok TS                         | Modalfa 't Onstein            | Huub Bertens, Bart Nab, Ricco van Prooijen, Jean-Paul Vis, Simon de Wijs, Jie ('Jack') Zhao        |
| 1998/1999 | Modalfa          | Crash                          | Pegasus ArboNed               | Wubbo de Boer, Enri Leufkens, Bauke Muller, Berry Westra                                           |
| 1997/1998 | Hok              | Crash                          | Modalfa USS                   | Jan van Cleeff, Piet Jansen, Jan Jansma, Anton Maas, Jaap van der Neut, Jan Westerhof              |
| 1996/1997 | Modalfa          | Crash                          | Hok 2 BCO                     | Wubbo de Boer, Frans Borm, Enri Leufkens, Anton Maas, Bauke Muller, Berry Westra                   |
| 1995/1996 | Modalfa          | Hok                            | Het Buitenhof Star            | Wubbo de Boer, Frans Borm, Enri Leufkens, Anton Maas, Bauke Muller, Berry Westra                   |
| 1994/1995 | Hok 1            | Modalfa                        | Hok 2 BCO                     | Leo van den Brom, André Mulder, Jaap van der Neut, Gert-Jan Paulissen                              |
| 1993/1994 | Hok 1            | Continental                    | Modalfa Hok 2                 | Leo van den Brom, André Mulder, Jaap van der Neut, Roald Ramer                                     |
| 1992/1993 | USS              | Modalfa                        | n.v.t.                        | Jan-Willem Bomhof, Chris Niemeijer, Dick Pol, Cees Sint                                            |
| 1991/1992 | Modalfa          | Hok 2                          | n.v.t.                        | Wubbo de Boer, Frans Borm, Enri Leufkens, Anton Maas, Bauke Muller, Berry Westra                   |
| 1990/1991 | BCO              | Hok 2                          | n.v.t.                        | Chris ten Kate, Jaap van der Neut, Marcel Nooijen, Huub van der Wouden                             |
| 1989/1990 | Hok 1            | CPP 1                          | USS CPP 2                     | Leo van den Brom, André Mulder, Kees Tammens, Hans Vergoed                                         |
| 1988/1989 | CPP 3            | CPP 2                          | n.v.t.                        | Frans Borm, Enri Leufkens, Anton Maas, Berry Westra                                                |
| 1987/1988 | CPP 1            | WAC                            | USS Het Buitenhof             | Leo van den Brom, Erik Kirchhoff, André Mulder, Kees Tammens                                       |
| 1986/1987 | WAC              | Studiecentrum                  | USS AEGON 2                   | Huub Bertens, Piet van Bezouw, Jan Kolen, Ton Lucassen                                             |
| 1985/1986 | CPP              | Studiecentrum                  | ABC Hok                       | Anton Maas, Carol van Oppen, Henk Schippers, Hans Vergoed                                          |
| 1984/1985 | Hok              | Studiecentrum                  | n.v.t                         | Erik Kirchhoff, André Mulder, Kees Tammens, Pieter-Bas Wintermans                                  |
| 1983/1984 | USS 1            | USS 2                          | n.v.t                         | Anton Maas, Max Rebattu jr., Henk Schippers, Cees Sint                                             |
| 1982/1983 | Studiecentrum    | Hok                            | n.v.t                         | Hans Kreijns, Anton Maas, Eddy Roosnek, Hans Vergoed                                               |
| 1981/1982 | Studiecentrum    | Star                           | n.v.t                         | Leo van den Brom, Paul Felten, André Mulder, Hans Vergoed                                          |
| 1980/1981 | ABC              | Studiecentrum                  | n.v.t                         | Gerben Kingma, Anton Maas, Chris Niemeijer, René Zwaan                                             |
| 1979/1980 | Studiecentrum    | Bridgekring                    | n.v.t                         | Erwin Bergsma, Leo van den Brom, Paul Felten, André Mulder                                         |
| 1978/1979 | ABC 1            | USS 2                          | n.v.t                         | Vino Bisht, Paul Felten, Carol van Oppen, Max Rebattu jr., Cees Sint                               |
| 1977/1978 | ABC 1            | Star                           | n.v.t                         | Vino Bisht, Carol van Oppen, Max Rebattu jr., Cees Sint                                            |
| 1976/1977 | ABC 1            | Studiecentrum                  | n.v.t                         | Vino Bisht, Carol van Oppen, Max Rebattu jr., Cees Sint                                            |
| 1975/1976 | Studiecentrum    | Continental                    | n.v.t                         | Paul Felten, Jos Jacobs, Rob Kaas, Hans Vergoed                                                    |
| 1974/1975 | ABC              | Studiecentrum                  | n.v.t                         | Vino Bisht, Carol van Oppen, Max Rebattu jr., Cees Sint                                            |
| 1973/1974 | ABC              | Culemborg                      | n.v.t                         | Joost Almekinders, Vino Bisht, Carol van Oppen, Max Rebattu jr., Cees Sint                         |
| 1972/1973 | ABC              | Bridgekring '35                | n.v.t                         | Vino Bisht, Carol van Oppen, Max Rebattu jr., Cees Sint                                            |
| 1971/1972 | ABC              | Continental                    | n.v.t                         | Vino Bisht, Carol van Oppen, Max Rebattu jr., Cees Sint                                            |
| 1970/1971 | ABC              | Het Buitenhof 2                | n.v.t                         | Vino Bisht, Carol van Oppen, Max Rebattu jr., Cees Sint                                            |
| 1969/1970 | Het Buitenhof 3  |                                |                               | Bart Jessurun, Ger Letteboer, Leo Oudshoorn, Wim Oudshoorn                                         |
| 1968/1969 | BC Culemborg     |                                |                               | Arie van Heusden, Bob Kaiser, Kees Kaiser, Jaap Kokkes, mw. Wil van Heusden, Sven Maripuu          |
| 1967/1968 | Bridgekring '35  |                                |                               | Wim Haver sr., Tibor Kallos, Hans Kreijns, Bob Slavenburg                                          |
| 1966/1967 | Bridgekring '35  |                                |                               | Hans Kreijns, Willem Maassen van den Brink, Wim Oudshoorn, Bob Slavenburg                          |
| 1965/1966 | Continental      |                                |                               | Martijn Cats, Jaap Kokkes, Jut Kramer, Max Rebattu sr.                                             |
| 1964/1965 | Het Buitenhof    |                                |                               | Bobby Blitzblum, Piet Boender, Leo Oudshoorn, Ton ('Coefi') Rijke                                  |
| 1963/1964 | Het Buitenhof    |                                |                               | Piet Boender, Henk Helleman, Leo Oudshoorn, Ton ('Coefi') Rijke                                    |
| 1962/1963 | Bridgekring '35  |                                |                               | Bram Kornalijnslijper, Hans Kreijns, Wim Oudshoorn, Bob Slavenburg                                 |
| 1961/1962 | UBC              |                                |                               | Arie van Heusden, Bob Kaiser, Kees Kaiser, Jaap Kokkes, Bob van de Velde                           |
| 1960/1961 | Het Buitenhof    |                                |                               | Piet Boender, Robbie de Leeuw, Freddy Nieman, Leo Oudshoorn                                        |
| 1959/1960 | Het Buitenhof    |                                |                               | Piet Boender, Robbie de Leeuw, Freddy Nieman, ir. B.W. Pot                                         |
| 1958/1959 | Het Buitenhof    |                                |                               | Piet Boender, Robbie de Leeuw, György ('Yuri') Lengyel, Freddy Nieman                              |
| 1957/1958 | UBC              |                                |                               | Burg van Baarle, Bob Kaiser, Kees Kaiser, Jan Walhout                                              |
| 1956/1957 | De Oude Bond     |                                |                               | Gerard Amsingh, Frans Hoenselaar, György ('Yuri') Lengyel, Max Rebattu sr.                         |
| 1955/1956 | Continental      |                                |                               | Martijn Cats, Ernst Goudsmit, Frits Goudsmit, Jut Kramer                                           |
| 1954/1955 | Continental      |                                |                               | Martijn Cats, Ernst Goudsmit, Frits Goudsmit, Jut Kramer                                           |
| 1953/1954 | Continental      |                                |                               | Martijn Cats, Ernst Goudsmit, Frits Goudsmit, Jut Kramer                                           |
| 1952/1953 | Continental      |                                |                               | Martijn Cats, Ernst Goudsmit, Frits Goudsmit, Jut Kramer                                           |
| 1951/1952 | Continental      |                                |                               | Martijn Cats, Ernst Goudsmit, Frits Goudsmit, Jut Kramer                                           |
| 1950/1951 | Continental      |                                |                               | Cor van Bemmel Suyck, Martijn Cats, Ernst Goudsmit, Frits Goudsmit, Jut Kramer                     |
| 1949/1950 | Het Buitenhof    |                                |                               | Piet Boender, Henk Helleman, Robbie de Leeuw, ir. B.W. Pot, Schoemaker, Bob Slavenburg             |
| 1948/1949 | De Oude Bond     |                                |                               | Gerard Amsingh, Bob Kaiser, Kees Kaiser, Max Rebattu sr.                                           |